# Akira Macunaga (1914)
Akira Macunaga (japonsko 松永 行), japonski nogometaš, * 21. september 1914, Šizuoka, Japonska, † 20. januar 1943.
Za japonsko reprezentanco je odigral dve uradni tekmi.